# سیارک ۶۴۸۳
سیارک ۶۴۸۳ (به انگلیسی: 6483 Nikolajvasilʹev، نامگذاری:1990EO4) شش هزار و چهارصد و هشتاد و سومین سیارک کشف شده‌است که در ۲ مارس ۱۹۹۰ کشف شد.
قدر مطلق سیارک برابر ۱۳٫۶۰ است.